# Clube Desportivo de Tondela
Maillots
Actualités
Le Clube Desportivo de Tondela, abrégé CD Tondela, est un club de football portugais, situé à Tondela.

## Histoire
Fondé en 1933, le CD Tondela participe pour la première fois de son histoire en deuxième division durant la saison 1936-1937.  Le club refait de nombreuses participations durant la saison 1939-1940, 1941-1942, 1944-1945 et 1945-1946 et parvient même à remporter le championnat régional deux années de suite. Par la suite le club refait surface à point de vue nationale durant la saison 1953-1954 ou le club parvient à disputer la troisième division nationale. Reléguée pour sa première saison, le club refait une autre apparition quatre ans plus tard avant d'atteindre le district.
Dix-neuf ans plus tard en district s'écoulent, et le CD Tondela refait son retour en troisième division.  Le club réalise des bonnes premières saisons en atteignant même la quatrième place du championnat durant la saison 1977-1978. Longtemps installée de nombreuses saisons en troisième division le club ne parvient pas à obtenir l'accession supérieure, le club évolue une longue partie dans la seconde partie de tableau avant de couler en division régionale durant la saison 1984-1985.
La saison qui vient le club obtient très rapidement leur promotion dans la division supérieure, mais effectue après une saison au maintien une nouvelle descente pendant la saison 1987-1988. Le club ne parvient plus à obtenir sa promotion et dispute quatre saisons dans les régionales, avant de refaire un retour en III Divisão. Le club confirme avec une bonne sixième place pendant la saison 1992-1993, et obtient la promotion en troisième division grâce à une bonne deuxième place en championnat la saison suivante.
Le CD Tondela se maintient pendant ses deux saisons en troisième division avant d'être relégué en quatrième division avec une dix-septième place pendant la saison 1996-1997. Le club ne fait guère mieux et chute une nouvelle fois deux saisons qui suivent dans les régionales. Bien que le club de Tondela soit un club majeur dans les régionales, le club tarde un peu pour obtenir sa promotion qu'il attendra jusqu'à la saison 2004-2005. La saison qui suit le club obtient une bonne septième place en quatrième division.
Les jaunes et verts réalise de très bonnes saison par la suite, ou il réalise ses plus belles années de son histoire. Après une première place dans la série, le club obtient la promotion en troisième division durant la saison 2008-2009. Pour sa quatrième saison en troisième division, le club refait son retour et finit sur une bonne quatrième place. Le club confirme la saison qui suit en frôlant à la dernière journée, une place de barrages à l'accession de la deuxième division. Le club réalise la saison qui suit cette fois la première place et une deuxième place aux barrages, ce qui lui assure la première participation de son histoire en deuxième division durant la saison 2012-2013.
Lors de la saison 2014-2015, le CD Tondela réalise l'exploit de remporter le championnat du Portugal de football de deuxième division. À la suite de ce titre de vainqueur de la Segundo Liga, les jaunes et verts évoluent en première division portugaise lors de la saison 2015-2016. Après une saison extrêmement compliquée, pendant laquelle le club aura passé la quasi-totalité de son temps dans les deux dernières places du championnat, les joueurs parviennent finalement à se maintenir en première division, en décrochant la 16e place dans les dernières journées de compétition (avec 30 points), et en échappant donc à la relégation qui paraissait pourtant inévitable. Le CD Tondela enchaîne donc sa deuxième saison en Liga NOS.

## Palmarès
| Compétitions nationales | Compétitions régionales |
| --- | --- |
| - Championnat du Portugal D2 (2) - Champion : 2014-2015, 2024-2025 - Championnat du Portugal D4 (1) - Champion : 2008-2009 (Série C) - Coupe du Portugal (0) - Meilleure performance : Finale (2021-2022) - Coupe de la Ligue (0) - Meilleure performance : 1re phase (2012-2013) - Supercoupe du Portugal (0) - Meilleure performance : Finale (2022) | - Championnat de 1re division de l'AF Viseu (5) - Champion : 1940-1941, 1941-1942, 1949-1950, 1985-1986, 2004-2005 - Championnat de 2e division de l'AF Viseu (3) - Champion : 1951-1952, 1963-1964, 1972-1973 - Coupe de l'AF Viseu (2) - Vainqueur : 2003-2004, 2004-2005 |

## Personnalités du club

### Effectif professionnel actuel
Le premier tableau liste l'effectif professionnel du CD Tondela pour la saison 2025-2026.

## Bilan sportif
| Saison    | Champ                      | Cl  | Pts | J  | G  | N  | P  | Bp | Bc | Dif | CdP               | CdL               | CE             | M. buteur          | B  | Entraîneur | Aff      |
| --------- | -------------------------- | --- | --- | -- | -- | -- | -- | -- | -- | --- | ----------------- | ----------------- | -------------- | ------------------ | -- | ---------- | -------- |
| 2008-2009 | III Divisão - Série C      | 1er | 42  | 36 | 18 | 9  | 9  | 64 | 45 | 19  | 1er tour          | –                 | –              | Beré               | 23 | A. Jesus   |          |
| 2009-2010 | II Divisão B - Zona Centro | 4e  | 48  | 30 | 14 | 6  | 10 | 50 | 28 | 22  | 3e tour           | –                 | –              | Piojo              | 9  | A. Jesus   |          |
| 2010-2011 | II Divisão B - Zona Centro | 3e  | 55  | 30 | 16 | 7  | 7  | 46 | 28 | 18  | 2e tour           | –                 | –              | Piojo              | 12 | F. Moreira |          |
| 2011-2012 | II Divisão B - Zona Centro | 1er | 63  | 30 | 19 | 6  | 5  | 49 | 22 | 27  | 4e tour           | –                 | –              | R. Batatinha/Piojo | 11 | V. Paneira |          |
| 2012-2013 | Segunda Liga               | 10e | 59  | 42 | 16 | 11 | 15 | 55 | 60 | -5  |                   | 1re phase         | –              | Piojo              | 2  | V. Paneira |          |
| 2013-2014 | Segunda Liga               | 9e  | 59  | 36 | 16 | 11 | 9  | 41 | 38 | 3   |                   |                   | –              |                    |    |            | +000763, |
| 2014-2015 | Segunda Liga               | 1er | 81  | 46 | 21 | 18 | 7  | 67 | 51 | 16  |                   |                   | –              |                    |    | Q. Machado | +000816, |
| 2015-2016 | Liga NOS                   | 16e | 30  | 34 | 8  | 6  | 20 | 34 | 54 | -20 |                   |                   | –              |                    |    | V. Paneira |          |
| 2016-2017 | Liga NOS                   | 16e | 32  | 34 | 8  | 8  | 18 | 29 | 52 | -23 |                   |                   | –              |                    |    | Pepa       |          |
| 2017-2018 | Liga NOS                   | 11e | 38  | 34 | 10 | 8  | 16 | 41 | 50 | -9  |                   |                   | –              |                    |    | Pepa       |          |
| Saison    | Champ                      | Cl  | Pts | J  | G  | N  | P  | Bp | Bc | Dif | Coupe du Portugal | Coupe de la Ligue | Coupe d'Europe | M. buteur          | B  | Entraîneur | Aff      |

Champ = championnat ; Cl = classement ; Pts = points ; J = joués ; G = gagnés ; N = nuls ; P = perdus ; Bp = buts pour ; Bc = buts contre ; Dif = différence de buts

C1 = Ligue des champions (depuis 1992, Coupe des clubs champions de 1955 à 1992) ; C2 = Coupe des coupes (de 1961 à 1999) ; C3 = Ligue Europa (depuis 2009, Coupe UEFA de 1971 à 2009, Coupe des villes de foires de 1955 à 1971) ; C4 = Coupe Intertoto (de 1995 à 2008)

M. buteur = meilleur buteur en championnat ; B = buts marqués par le meilleur buteur en championnat ; Aff = affluence moyenne en championnat.
champion, vainqueur ou meilleur buteurvice-champion ou finalistepromubarrage de promotionreléguébarrage de relégation